# Placa dental
La placa dental o placa dentària (dita també biofilm oral o placa bacteriana), i popularment tosca, tova, tur, carrall o rovell de (les) dents és una acumulació heterogènia d'una comunitat microbiana variada, aeròbia i anaeròbia, envoltada per una matriu intercel·lular de polímers d'origen salival i microbià. Aquests microorganismes poden adherir o dipositar-se sobre les parets de les peces dentàries. La seva presència pot anar associada a la salut, però si els microorganismes obtenen els substrats necessaris per a sobreviure i persisteixen molt de temps sobre la superfície dental, es poden organitzar i causar càries, gingivitis o malaltia periodontal (malalties de les genives).
Les genives envermellides, inflamades o que sagnin poden ser els primers senyals d'una gingivitis. Si la malaltia és ignorada, els teixits que mantenen les dents al seu lloc es poden començar a destruir i eventualment es causa la pèrdua de les dents.
La placa dental es forma a la superfície de dents, geniva i restauracions, i difícilment es pot veure a ull nu, llevat que estigui tenyida. La seva consistència és tova, mat, de color blanc-groc. Es forma al cap de poques hores i no s'elimina amb aigua amb pressió. Varia d'un individu a un altre, i també varia la seva localització anatòmica. Si la placa dental es calcifica, pot donar lloc a l'aparició de càlcul dental sobre tàrtar.